# Pražskaja (stanice metra v Moskvě)
Pražskaja (Pražská, rusky Пражская) je stanice moskevského metra. Nachází se na lince Serpuchovsko-Timirjazevskaja, v její jižní části.

## Název
Její projektový název byl Krasnyj Majak (rusky Красный Маяк) podle nedaleké ulice.
Pojmenována byla v rámci československo-sovětského přátelství, v Praze naopak vznikla stanice Moskevská (dnes Anděl). Obě stanice byly zprovozněny s rozdílem čtyř dnů; ta pražská začala sloužit cestujícím již od 2. listopadu 1985.
Oproti Pražanům Moskvané název této stanice v roce 1990 v rámci rozsáhlého přejmenovávání (které se dotklo spíše jen stanic se stalinistickými názvy z let třicátých) nezměnili.
V dubnu 2020 podle ruské armádní televize Zvězda navrhla veřejná rada při ruském ministerstvu obrany přejmenování stanice na název „Maršála Koněva“ a dopisem požádala ruského ministra obrany Sergeje Šojgu o podporu této iniciativy. Médii to bylo prezentováno jako odpověď na odstranění Koněvovy sochy v Praze-Bubenči městskou částí Praha 6.

## Historie
Pražskaja byla zprovozněna 6. listopadu 1985, je součástí druhého provozního úseku deváté linky, který čítá pouze tuto stanici (tj. mezistaniční úsek Južnaja – Pražskaja).

## Provedení a ztvárnění stanice

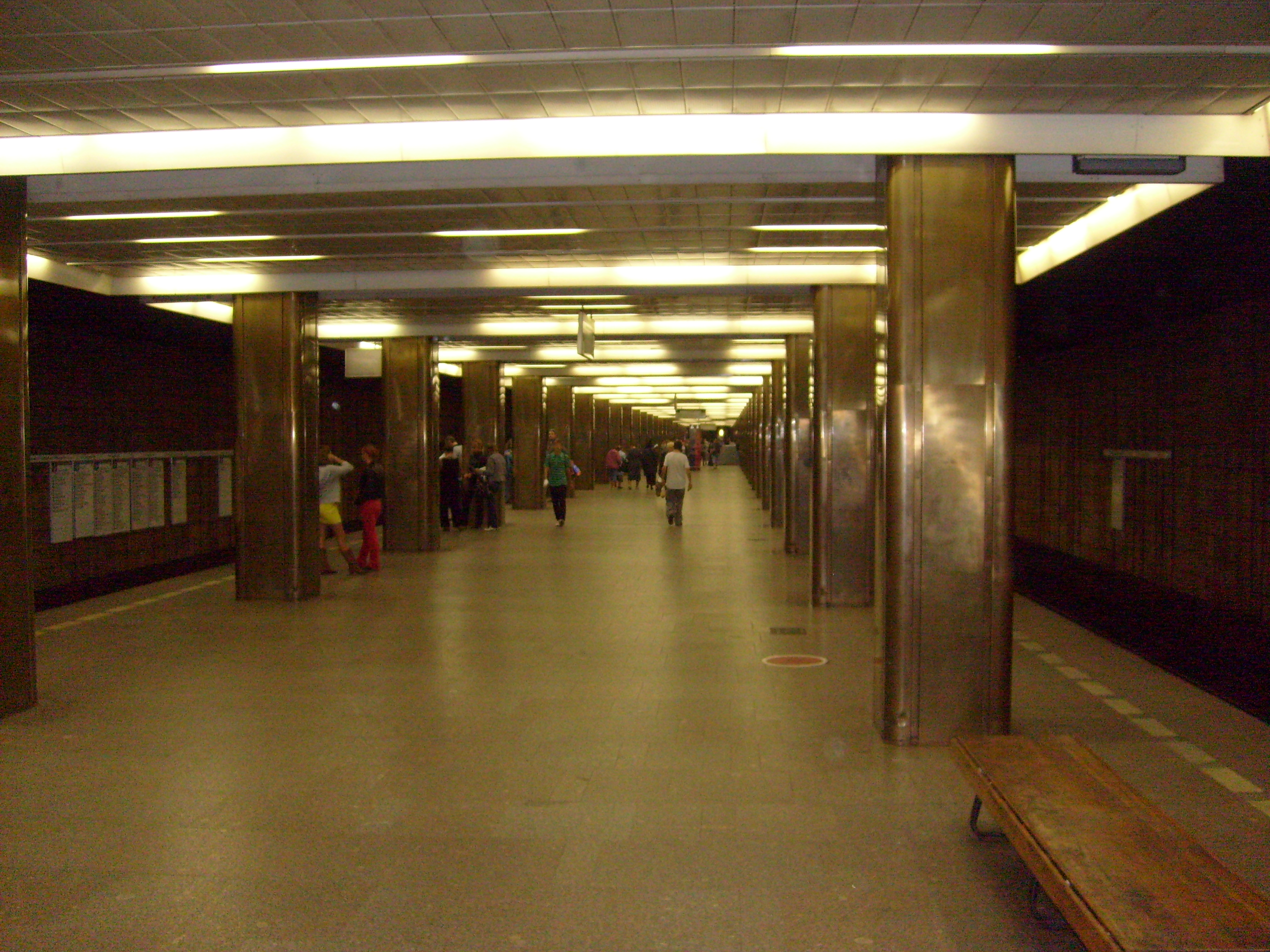
Stanice metra Pražskaja

Konstrukčně je mělce založená (9,5 m) hloubená, může plnit funkci konečné – jižním směrem za stanicí se nachází obratové koleje (v rámci pásmového provozu zde také i některé vlaky končí) a má dva výstupy (severní a jižní). Na projektech stanice pracovali také čeští architekti (Chalupa, Břusková). V pražském metru se jí vzhledově asi nejvíce podobají stanice úseku II.C, avšak k této byly přidány dvě řady sloupů, které se nacházejí ve většině stanic moskevského metra.
Obklad stěn nástupiště tvoří keramické desky v okrové až hnědé barvě, na nápis stanice bylo použito písmo založené na typickém pražském s názvem Metron (upravené pro cyrilici).
Ve stanici byla instalována i umělecká díla s tématem Prahy; plastika zobrazující Prahu a Vltavu, u vstupu do stanice pak byla umístěna socha kosmonautů Interkosmosu.